# 小松崎軍次
小松崎 軍次（こまつざき ぐんじ、1903年〈明治36年〉2月25日 - 1995年〈平成7年〉4月30日）は日本の政治家。江東区長（6期）を務めた。

## 経歴
1903年2月25日、茨城県稲敷郡古渡村堀之内（現：稲敷市堀之内）に生まれる。1909年4月、古渡尋常高等小学校に入学する。学業優秀で、卒業時に当時の稲敷郡長だった安井誠一郎から郡長賞として硯箱を授与されている。その後、高等科に進学しそこでも再び郡長賞を授与されている。1918年4月、江戸崎農学校2年次に編入学した。しかし、同年7月末に義兄を頼って小石川区小石川掃除町（現・文京区小石川1・3丁目と白山1丁目）に飛び出して、正則英語学校（現・正則学園高等学校）に入ったが、半年後に病気と父の諫言によって帰省した。1919年4月、茨城師範学校（現・茨城大学教育学部）に入学した。
1923年3月、茨城師範校卒業と同時に教員免許を取得した。卒業後は茨城県で教員となり、行方郡玉川尋常高等小学校、稲敷郡鳩崎尋常高等小学校、稲敷郡江戸崎尋常高等小学校（現・稲敷市立江戸崎小学校）で教鞭を執った。
1932年12月、江戸崎尋常高等小学校を退職した。退職後は東京市の教員採用試験を受けて、1933年4月に足立区東渕江尋常高等小学校（現・足立区立東渕江小学校）の代用教員となった。同月、中央大学に入学する。1936年3月、中央大学専門部法科を卒業した。その後、下谷区根岸小学校（現・台東区立根岸小学校）、城東区砂町青年学校で教鞭を執った。1944年4月より砂町青年学校長となった。その後、江東区立砂町中学校長、江東区立深川第三中学校長を歴任した。1953年12月、江東区教育委員会教育長となり、以後4期務めた。
1968年3月9日、江東区議会で区長に選任された。1972年4月13日、空席となっていた区長に再び選任された。1975年4月、区長公選制移行後の江東区長選挙に立候補し、3選を果たした。1979年4月、区長選に立候補し、4選を果たした。1983年4月、自民党、公明党、新自由クラブの推薦を受け区長選に立候補し、5選を果たした。

### 1987年江東区長選挙
新人3人との選挙戦となったが、6選を果たした。
※当日有権者数：-人 最終投票率：-%（前回比：-pts）
| 候補者名   | 年齢 | 所属党派 | 新旧別 | 得票数   | 得票率 | 推薦・支持                              |
| ---------- | ---- | -------- | ------ | -------- | ------ | --------------------------------------- |
| 小松崎軍次 | 84   | 無所属   | 現     | 70,174票 | 48.9%  | 自由民主党・公明党推薦                  |
| 佐野進     | 66   | 無所属   | 新     | 38,559票 | 26.9%  | 日本社会党・社会民主連合推薦 民社党支持 |
| 米沢正和   | 60   | 無所属   | 新     | 22,363票 | 15.6%  | -                                       |
| 柿本伸彦   | 63   | 無所属   | 新     | 12,338票 | 8.6%   | 日本共産党推薦                          |

少なくとも1988年8月9日には全国最年長首長になっていた。
1990年11月20日、記者会見で今季限りでの引退を表明した。区長引退後は、共済企画センター社長を務めた。
1995年4月30日、老衰のため江東区のあそか病院で死去。92歳没。

## 東京ゴミ戦争
区長在任時に都内で発生するゴミが急増し、江東区の夢の島に1日5千台のトラックが向かっていた。東京都知事の美濃部亮吉は「ゴミ戦争」を宣言した。これに対して、江東区議会は自区内での処理を掲げ、ゴミを搬入するトラックの実力阻止を主張した。1972年12月と1973年5月には自らヘルメットをかぶって先頭に立ち、杉並区からのゴミ搬入車を実力で阻止した。その後、杉並清掃工場の建設が実現した。

## 栄典
- 1991年 - 勲三等旭日中綬章[3][21]
- 没後 - 正五位[22]